# Sparta Rotterdam in het seizoen 2024/25 (vrouwen)
Het seizoen 2024/25 is het achtste jaar in het bestaan van het Rotterdamse vrouwenvoetbalelftal van Sparta Rotterdam. De club komt uit in de Vrouwen Eerste divisie en neemt ook deel aan het toernooi om de KNVB Beker.

## Selectie en technische staf

### Selectie[1]
| Nr.             | Nat.               | Naam                  | Competitie  | Competitie  | Beker       | Beker       | Totaal      | Totaal      | Seizoen bij Sparta Rotterdam | Vorige club             | Contract     |
| Nr.             | Nat.               | Naam                  | W           | Goal        | W           | Goal        | W           | Goal        | Seizoen bij Sparta Rotterdam | Vorige club             | Contract     |
| Doelvrouwen     | Doelvrouwen        | Doelvrouwen           | Doelvrouwen | Doelvrouwen | Doelvrouwen | Doelvrouwen | Doelvrouwen | Doelvrouwen | Doelvrouwen                  | Doelvrouwen             | Doelvrouwen  |
| --------------- | ------------------ | --------------------- | ----------- | ----------- | ----------- | ----------- | ----------- | ----------- | ---------------------------- | ----------------------- | ------------ |
| ?               | Vlag van Nederland | Lotte van Hoof        | 0           | 0           | 0           | 0           | 0           | 0           | 4e                           | UDI '19                 | 30 juni 2025 |
| ?               | Vlag van Nederland | Sara Nelis            | 0           | 0           | 0           | 0           | 0           | 0           | 1e                           | Jeugd                   | 30 juni 2025 |
| ?               | Vlag van Nederland | Iris de Rouw          | 0           | 0           | 0           | 0           | 0           | 0           | ?                            | Jeugd                   | 30 juni 2025 |
| ?               | Vlag van Nederland | Selina Visser         | 0           | 0           | 0           | 0           | 0           | 0           | ?                            | Jeugd                   | 30 juni 2025 |
| ?               | Vlag van Nederland | Jaira Fiona           | 0           | 0           | 0           | 0           | 0           | 0           | 1e                           | RVVH/R.V. & A.V. Sparta | 30 juni 2025 |
| Verdedigsters   |                    |                       |             |             |             |             |             |             |                              |                         |              |
| ?               | Vlag van Nederland | Anna Abspoel          | 0           | 0           | 0           | 0           | 0           | 0           | 2e                           | ADO Den Haag            | 30 juni 2025 |
| ?               | Vlag van Nederland | Robin de Bock         | 0           | 0           | 0           | 0           | 0           | 0           | ?                            | Jong Excelsior          | 30 juni 2025 |
| ?               | Vlag van Nederland | Gianna Bosman         | 0           | 0           | 0           | 0           | 0           | 0           | 4e                           | AV Flakkee              | 30 juni 2025 |
| ?               | Vlag van Nederland | Annick van Boxtel     | 0           | 0           | 0           | 0           | 0           | 0           | 4e                           | Jeugd                   | 30 juni 2025 |
| ?               | Vlag van Nederland | Chloe van de Broek    | 0           | 0           | 0           | 0           | 0           | 0           | 2e                           | Jeugd                   | 30 juni 2025 |
| ?               | Vlag van Nederland | Indi van Dalen        | 1           | 0           | 0           | 0           | 1           | 2           | ?                            | Jeugd                   | 30 juni 2025 |
| ?               | Vlag van Nederland | Tessa Geleijnse       | 0           | 0           | 0           | 0           | 0           | 0           | ?                            | Jeugd                   | 30 juni 2025 |
| ?               | Vlag van Nederland | Kirsten Gijzel        | 0           | 0           | 0           | 0           | 0           | 0           | ?                            | JVOZ                    | 30 juni 2025 |
| ?               | Vlag van Nederland | Lieke Goos            | 0           | 0           | 0           | 0           | 0           | 0           | 1e                           | Jeugd                   | 30 juni 2025 |
| ?               | Vlag van Nederland | Daantje Klomp         | 0           | 0           | 0           | 0           | 0           | 0           | 1e                           | Jong FC Utrecht         | 30 juni 2025 |
| ?               | Vlag van Nederland | Sterre Kool           | 0           | 0           | 0           | 0           | 0           | 0           | ?                            | Feyenoord               | 30 juni 2025 |
| ?               | Vlag van Nederland | Asude van Oosten      | 0           | 0           | 0           | 0           | 0           | 0           | ?                            | ADO Den Haag            | 30 juni 2025 |
| ?               | Vlag van Nederland | Zoë den Ouden         | 0           | 0           | 0           | 0           | 0           | 0           | ?                            | SC Feyenoord            | 30 juni 2025 |
| ?               | Vlag van Nederland | Loïs de Reu           | 0           | 0           | 0           | 0           | 0           | 0           | 1e                           | Jeugd                   | 30 juni 2025 |
| ?               | Vlag van Nederland | Anne van Son          | 0           | 0           | 0           | 0           | 0           | 0           | ?                            | Feyenoord               | 30 juni 2025 |
| ?               | Vlag van Nederland | Rumese Vercammen      | 0           | 0           | 0           | 0           | 0           | 0           | 4e                           | Jeugd                   | Contractloos |
| Middenveldsters |                    |                       |             |             |             |             |             |             |                              |                         |              |
| ?               | Vlag van Nederland | Dina Ahannach         | 1           | 1           | 0           | 0           | 1           | 1           | ?                            | Jeugd                   | 30 juni 2025 |
| ?               | Vlag van Nederland | Manon Aldershof       | 0           | 0           | 0           | 0           | 0           | 0           | 1e                           | Jeugd                   | 30 juni 2025 |
| ?               | Vlag van Nederland | Nur Al Jawahiri       | 0           | 0           | 0           | 0           | 0           | 0           | 2e                           | Excelsior               | 30 juni 2025 |
| ?               | Vlag van Nederland | Janneke Haast         | 0           | 0           | 0           | 0           | 0           | 0           | ?                            | VV DSE                  | 30 juni 2025 |
| ?               | Vlag van Nederland | Tess Hoogeveen        | 0           | 0           | 0           | 0           | 0           | 0           | ?                            | SV ARC                  | 30 juni 2025 |
| ?               | Vlag van Nederland | Izzie Huibers         | 0           | 0           | 0           | 0           | 0           | 0           | 1e                           | Jeugd                   | 30 juni 2025 |
| ?               | Vlag van Turkije   | Sibell Koksall        | 0           | 0           | 0           | 0           | 0           | 0           | ?                            | Jeugd                   | 30 juni 2025 |
| ?               | Vlag van Nederland | Chaia Koller          | 1           | 1           | 0           | 0           | 1           | 1           | ?                            | FC Oegstgeest           | 30 juni 2025 |
| ?               | Vlag van Nederland | Nikki Lasschuyt       | 0           | 0           | 0           | 0           | 0           | 0           | ?                            | Jong Feyenoord          | 30 juni 2025 |
| ?               | Vlag van Nederland | Romy van der Lee      | 0           | 0           | 0           | 0           | 0           | 0           | ?                            | ?                       | 30 juni 2025 |
| ?               | Vlag van Nederland | Fleur van der Linden  | 0           | 0           | 0           | 0           | 0           | 0           | 1e                           | Jeugd                   | 30 juni 2025 |
| ?               | Vlag van Nederland | Sem van der Pas       | 1           | 1           | 0           | 0           | 1           | 1           | ?                            | Jeugd                   | 30 juni 2025 |
| ?               | Vlag van Nederland | Evi Pols              | 0           | 0           | 0           | 0           | 0           | 0           | 4e                           | ?                       | 30 juni 2025 |
| ?               | Vlag van Nederland | Jonna van de Post     | 0           | 0           | 0           | 0           | 0           | 0           | 2e                           | Jeugd                   | 30 juni 2025 |
| ?               | Vlag van Nederland | Sarah van Stee        | 1           | 1           | 0           | 0           | 1           | 1           | 4e                           | SV Apollo '69           | 30 juni 2025 |
| Aanvalsters     |                    |                       |             |             |             |             |             |             |                              |                         |              |
| ?               | Vlag van Nederland | Kimara Alberg         | 0           | 0           | 0           | 0           | 0           | 0           | 3e                           | ?                       | 30 juni 2025 |
| ?               | Vlag van Nederland | Nadine Blankenstijn   | 1           | 2           | 0           | 0           | 1           | 2           | 1e                           | Jong FC Utrecht         | 30 juni 2025 |
| ?               | Vlag van Nederland | Désirée Daemen        | 0           | 0           | 0           | 0           | 0           | 0           | ?                            | Jeugd                   | 30 juni 2025 |
| ?               | Vlag van Nederland | Zenna van Delft       | 0           | 0           | 0           | 0           | 0           | 0           | ?                            | Excelsior               | 30 juni 2025 |
| ?               | Vlag van Nederland | Amy de Graaf          | 0           | 0           | 0           | 0           | 0           | 0           | 4e                           | DSVP                    | 30 juni 2025 |
| ?               | Vlag van Nederland | Michelle van der Jagt | 0           | 0           | 0           | 0           | 0           | 0           | ?                            | VV Yerseke              | 30 juni 2025 |
| ?               | Vlag van Nederland | Lotte Kramer          | 0           | 0           | 0           | 0           | 0           | 0           | 2e                           | Jeugd                   | 30 juni 2025 |
| ?               | Vlag van Nederland | Lana van de Ketterij  | 0           | 0           | 0           | 0           | 0           | 0           | ?                            | JVOZ                    | 30 juni 2025 |
| ?               | Vlag van Nederland | Jade Linthorst        | 0           | 0           | 0           | 0           | 0           | 0           | 2e                           | Jong ADO Den Haag       | 30 juni 2025 |
| ?               | Vlag van Nederland | Ayla van Oostrum      | 0           | 0           | 0           | 0           | 0           | 0           | 2e                           | Jeugd                   | 30 juni 2025 |
| ?               | Vlag van Nederland | Nathalie Valentijn    | 0           | 0           | 0           | 0           | 0           | 0           | 1e                           | Jeugd                   | 30 juni 2025 |
| ?               | Vlag van Nederland | Julia Sleeuwenhoek    | 0           | 0           | 0           | 0           | 0           | 0           | ?                            | ?                       | 30 juni 2025 |
| ?               | Vlag van Nederland | Luna Yilmazoglu       | 0           | 0           | 0           | 0           | 0           | 0           | ?                            | ?                       | 30 juni 2025 |
| Nr.             | Nat.               | Naam                  | W           | Goal        | W           | Goal        | W           | Goal        | Seizoen bij Sparta Rotterdam | Vorige club             | Contract     |
| Nr.             | Nat.               | Naam                  | Competitie  | Competitie  | Beker       | Beker       | Totaal      | Totaal      | Seizoen bij Sparta Rotterdam | Vorige club             | Contract     |

### Legenda
| # | Reden                                          |
| - | ---------------------------------------------- |
|   | Heeft de club in het lopende seizoen verlaten. |

### Technische staf
| Naam              | Functie      |
| ----------------- | ------------ |
| Mark van der Slot | Hoofdtrainer |

## Transfers

### Zomer

#### Aangetrokken 2024/25
| Nat.               | Naam          | Van                       | Contract     | Bijzonderheden |
| ------------------ | ------------- | ------------------------- | ------------ | -------------- |
| Vlag van Nederland | Jaira Fiona   | RVVH / R.V. & A.V. Sparta | 30 juni 2025 |                |
| Vlag van Nederland | Janneke Haast | VV DSE                    | 30 juni 2025 |                |
| Vlag van Nederland | Daantje Klomp | Jong FC Utrecht           | 30 juni 2025 |                |

#### Vertrokken 2024/25
| Nat.               | Naam            | Naar          | Bijzonderheden |
| ------------------ | --------------- | ------------- | -------------- |
| Vlag van Nederland | Joyce Angenent  | SC Klarenbeek |                |
| Vlag van Nederland | Jackie Huijsing | FC Rijnvogels |                |
| Vlag van Nederland | Milouh Kaak     | Onbekend      |                |
| Vlag van Aruba     | Hadassah Kock   | Onbekend      |                |
| Vlag van Nederland | Wynnona Lord    | Onbekend      |                |
| Vlag van Turkije   | Elanur Polat    | Onbekend      |                |
| Vlag van Nederland | Fleur Stam      | FC Rijnvogels |                |
| Vlag van Nederland | Mare Westerink  | Excelsior     |                |

### Jeugdopleiding

#### Aangetrokken
| Nat.               | Naam                 | Contract     | Bijzonderheden |
| ------------------ | -------------------- | ------------ | -------------- |
| Vlag van Nederland | Manon Aldershof      | 30 juni 2025 |                |
| Vlag van Nederland | Izzie Huibers        | 30 juni 2025 |                |
| Vlag van Nederland | Lana van de Ketterij | 30 juni 2025 |                |
| Vlag van Turkije   | Sibell Koksall       | 30 juni 2025 |                |
| Vlag van Nederland | Nathalia Valentijn   | 30 juni 2025 |                |

### Winter

#### Aangetrokken 2024/25
| Nat. | Naam | Van | Bijzonderheden |
| ---- | ---- | --- | -------------- |
|      |      |     |                |

#### Vertrokken 2024/25
| Nat. | Naam | Naar | Bijzonderheden |
| ---- | ---- | ---- | -------------- |
|      |      |      |                |

## Wedstrijdstatistieken

### Oefenwedstrijden
| Oefenwedstrijd 1                                                                        | Jong Ajax                                                         | 5 – 3            | Sparta Rotterdam                                                            | Opstelling Sparta Rotterdam |
| 26 juni 2024 Aanvangstijd: Onbekend Plaats: Amsterdam Sportpark De Toekomst             | Onbekend                                                          | Wedstrijdverslag | Robin de Bock Desiree Daémen Manon Aldershof                                |                             |
| Oefenwedstrijd 1                                                                        | Ter Leede                                                         | 2 – 2            | Sparta Rotterdam                                                            | Opstelling Sparta Rotterdam |
| 29 juni 2024 Aanvangstijd: Onbekend Plaats: Sassenheim Sportpark De Roodemolen          | Onbekend                                                          | Wedstrijdverslag | Indi van Dalen Gianna Bosman                                                |                             |
| Oefenwedstrijd 3                                                                        | De Graafschap                                                     | 2 – 2            | Sparta Rotterdam                                                            | Opstelling Sparta Rotterdam |
| 6 juli 2024 Aanvangstijd: nnb. Plaats: Doetinchem                                       | Onbekend                                                          | Wedstrijdverslag | Anna Abspoel Jade Linthorst                                                 | Onbekend                    |
| Oefenwedstrijd 4                                                                        | FC Eindhoven                                                      | 2 – 2            | Sparta Rotterdam                                                            | Opstelling Sparta Rotterdam |
| 17 augustus 2024 Aanvangstijd: Onbekend Plaats: Eindhoven Sportpark de Heihoef          | Onbekend                                                          | Wedstrijdverslag | Romy Van der Lee Dina Ahannach                                              | Onbekend                    |
| Oefenwedstrijd 5                                                                        | VV Bavel                                                          | 2 - 6 (1 – 5)    | Sparta Rotterdam                                                            | Opstelling Sparta Rotterdam |
| 20 augustus 2024 Aanvangstijd: Onbekend Plaats: Bavel Sportpark de Roosberg             | Onbekend                                                          | Wedstrijdverslag | Manon Aldershof Lana van de Ketterij Ayla van Oostrum Michelle van der Jagt | Onbekend                    |
| Oefenwedstrijd 6                                                                        | Sparta Rotterdam                                                  | 4 – 1 (2 – 0)    | De Graafschap                                                               | Opstelling Sparta Rotterdam |
| 21 augustus 2024 Aanvangstijd: 18.00 uur Plaats: Krimpen aan de Lek Sportpark Dilettant | Jade Linthorst Indi van Dalen pen' Dina Ahannach Romy Van der Lee | Wedstrijdverslag | Onbekend                                                                    | Onbekend                    |
| Oefenwedstrijd 7                                                                        | Excelsior                                                         | 2 – 3 (2 – 1)    | Sparta Rotterdam                                                            | Opstelling Sparta Rotterdam |
| 31 augustus 2024 Aanvangstijd: Onbekend Plaats: Rotterdam Van Donge & De Roo Stadion    | Bonny Lammers Onbekend                                            | Wedstrijdverslag | Jade Linthorst Chaia Koller Annick van Boxtel                               | Onbekend                    |
| Oefenwedstrijd 10                                                                       | Telstar                                                           | 0 – 0 (0 - 0)    | Sparta Rotterdam                                                            | Opstelling Sparta Rotterdam |
| 24 oktober 2024 Aanvangstijd: Onbekend Plaats: Velsen-Zuid 711 Stadion                  |                                                                   | Wedstrijdverslag |                                                                             | Onbekend                    |

### Eerste divisie

#### Najaarscompetitie
|       | Jong ADO Den Haag | Jong Ajax | Jong AZ | Jong PSV | Jong Telstar | Jong FC Twente | Jong FC Utrecht |
| ----- | ----------------- | --------- | ------- | -------- | ------------ | -------------- | --------------- |
| Thuis | –                 | –         | 1 – 3   | –        | 4 – 1        | 0 – 5          | 1 – 2           |
| Uit   | 7 – 2             | 5 – 1     | –       | 1 – 1    | –            | –              | –               |

| Speelronde 1                                                                            | Jong Ajax                          | 5 – 1 (2 – 1)    | Sparta Rotterdam                 | Opstelling Sparta Rotterdam |
| 7 september 2024 Aanvangstijd: 12.00 uur Plaats: Amsterdam Sportpark De Toekomst        | Onbekend                           | Wedstrijdverslag | Dina Ahannach                    | Onbekend                    |
| Speelronde 2                                                                            | Sparta Rotterdam                   | 4 – 1 (1 – 1)    | Telstar                          | Opstelling Sparta Rotterdam |
| 14 september 2024 Aanvangstijd: Onbekend Plaats: Rotterdam Sportcomplex Nieuw Terbregge | Nadine Blankenstijn Indi van Dalen | Wedstrijdverslag | Onbekend                         | Onbekend                    |
| Speelronde 3                                                                            | Sparta Rotterdam                   | 1 – 2 (1 – 0)    | Jong FC Utrecht                  | Opstelling Sparta Rotterdam |
| 21 september 2024 Aanvangstijd: Onbekend Plaats: Rotterdam Sportcomplex Nieuw Terbregge | Sem van der Pas                    | Wedstrijdverslag | 94' Onbekend                     | Onbekend                    |
| Speelronde 4                                                                            | Jong PSV                           | 1 – 1 (1 – 0)    | Sparta Rotterdam                 | Opstelling Sparta Rotterdam |
| 28 september 2024 Aanvangstijd: Onbekend Plaats: Eindhoven PSV Campus De Herdgang       | Onbekend                           | Wedstrijdverslag | Chaia Koller                     |                             |
| Speelronde 6                                                                            | Sparta Rotterdam                   | 1 – 3 (1 – 1)    | Jong AZ                          | Opstelling Sparta Rotterdam |
| 5 oktober 2024 Aanvangstijd: Onbekend'x Plaats: Rotterdam Sportcomplex Nieuw Terbregge  | Sarah van Stee                     | Wedstrijdverslag | e.d.' Anna Abspoel Onbekend      | Onbekend                    |
| Speelronde 7                                                                            | Jong ADO Den Haag                  | 7 – 2 (5 – 2)    | Sparta Rotterdam                 | Opstelling Sparta Rotterdam |
| 12 oktober 2024 Aanvangstijd: n.t.b. Plaats: Rijswijk Sportpark Prinses Irene           | Onbekend e.d.'                     | Wedstrijdverslag | Manon Aldershof Asude van Oosten |                             |
| Speelronde 8                                                                            | Sparta Rotterdam                   | 0 – 5 (0 – 1)    | Jong FC Twente                   | Opstelling Sparta Rotterdam |
| 19 oktober 2024 Aanvangstijd: Onbekend Plaats: Rotterdam Sportcomplex Nieuw Terbregge   |                                    | Wedstrijdverslag | Onbekend                         | Onbekend                    |
| Speelronde 10                                                                           | Sparta Rotterdam                   | – ( – )          | Jong Ajax                        | Opstelling Sparta Rotterdam |
| 2 november 2024 Aanvangstijd: n.t.b. Plaats: Rotterdam Sportcomplex Nieuw Terbregge     |                                    | Wedstrijdverslag |                                  |                             |
| Speelronde 11                                                                           | Telstar                            | – ( – )          | Sparta Rotterdam                 | Opstelling Sparta Rotterdam |
| 9 november 2024 Aanvangstijd: n.t.b. Plaats: Velsen-Zuid 711 Stadion                    |                                    | Wedstrijdverslag |                                  |                             |
| Speelronde 12                                                                           | Jong FC Utrecht                    | – ( – )          | Sparta Rotterdam                 | Opstelling Sparta Rotterdam |
| 16 november 2024 Aanvangstijd: n.t.b. Plaats: Utrecht Sportcomplex Zoudenbalch          |                                    | Wedstrijdverslag |                                  |                             |
| Speelronde 13                                                                           | Sparta Rotterdam'                  | – ( – )          | Jong PSV                         | Opstelling Sparta Rotterdam |
| 23 november 2024 Aanvangstijd: n.t.b. Plaats: Rotterdam Sportcomplex Nieuw Terbregge    |                                    | Wedstrijdverslag |                                  |                             |
| Speelronde 14                                                                           | Jong AZ                            | – ( – )          | Sparta Rotterdam                 | Opstelling Sparta Rotterdam |
| 30 november 2024 Aanvangstijd: n.t.b. Plaats: Wijdewormer AFAS Trainingscomplex         |                                    | Wedstrijdverslag |                                  |                             |
| Speelronde 15                                                                           | Sparta Rotterdam                   | – ( – )          | Jong ADO Den Haag                | Opstelling Sparta Rotterdam |
| 7 december 2024 Aanvangstijd: n.t.b. Plaats: Rotterdam Sportcomplex Nieuw Terbregge     |                                    | Wedstrijdverslag |                                  |                             |
| Speelronde 16                                                                           | Jong FC Twente                     | – ( – )          | Sparta Rotterdam                 | Opstelling Sparta Rotterdam |
| 14 december 2024 Aanvangstijd: n.t.b. Plaats: Oldenzaal Sportpark 't Venterink          |                                    | Wedstrijdverslag |                                  |                             |

### KNVB Beker
| Zestiende Finales                                                                                                  | VV Ter Leede/FC Eindhoven AV | – ( – )          | Sparta Rotterdam | Opstelling Sparta Rotterdam |
| 3-9 februari 2025 Aanvangstijd: nnb. uur Plaats: Sassenheim/Eindhoven Sportpark De Roodemolen/Genneper Sportparker |                              | Wedstrijdverslag |                  |                             |

## Statistieken Sparta Rotterdam 2024/2025

### Tussenstand Sparta Rotterdam in de Nederlandse Eerste divisie 2024 / 2025
| Stand | Gespeeld | Gewonnen | Gelijk | Verloren | Punten | Doelpunten voor | Doelpunten tegen | Gele kaarten | Rode kaarten |
| ----- | -------- | -------- | ------ | -------- | ------ | --------------- | ---------------- | ------------ | ------------ |
| 8e    | 7        | 1        | 1      | 5        | 4      | 10              | 24               |              |              |

### Topscorers
| #              | Naam                | Goal |
| -------------- | ------------------- | ---- |
| 1.             | Nadine Blankenstijn | 2    |
| 1.             | Indi van Dalen      | 2    |
| 3.             | Dina Ahannach       | 1    |
| 3.             | Manon Aldershof     | 1    |
| 3.             | Chaia Koller        | 1    |
| 3.             | Asude van Oosten    | 1    |
| 3.             | Sem van der Pas     | 1    |
| 3.             | Sarah van Stee      | 1    |
| Eigen doelpunt |                     |      |
|                |                     |      |
| Totaal         | Totaal              | 10   |

| #      | Naam   | Goal |
| ------ | ------ | ---- |
|        |        |      |
| Totaal | Totaal | '    |

| #      | Naam                  | Goal |
| ------ | --------------------- | ---- |
| 1.     | Jade Linthorst        | 3    |
| 1.     | Ayla van Oostrum      | 3    |
| 2.     | Dina Ahannach         | 2    |
| 2.     | Manon Aldershof       | 2    |
| 2.     | Indi van Dalen        | 2    |
| 2.     | Romy van der Lee      | 2    |
| 7.     | Anna Abspoel          | 1    |
| 7.     | Robin de Bock         | 1    |
| 7.     | Gianna Bosman         | 1    |
| 7.     | Annick van Boxtel     | 1    |
| 7.     | Désirée Daemen        | 1    |
| 7.     | Michelle van der Jagt | 1    |
| 7.     | Chaia Koller          | 1    |
| 7.     | Lana van de Ketterij  | 1    |
| Totaal | Totaal                | 22   |

### Kaarten
| #      | Naam   | Kreeg geel |
| ------ | ------ | ---------- |
| 1.     |        |            |
| Totaal | Totaal | '          |

| #      | Naam   | Kreeg voor de tweede keer geel en dus rood |
| ------ | ------ | ------------------------------------------ |
| –      |        | 0                                          |
| Totaal | Totaal | 0                                          |

| #      | Naam   | Weggestuurd |
| ------ | ------ | ----------- |
| 1.     |        |             |
| Totaal | Totaal | '           |

## Voetnoten
Jong ADO Den Haag · Jong Ajax · 
Jong AZ · Jong Excelsior · Jong Feyenoord · Jong Fortuna Sittard · De Graafschap  · Jong sc Heerenveen · NAC Breda · Jong PEC Zwolle · Jong PSV · Sparta Rotterdam · Jong Telstar · Jong FC Twente · Jong FC Utrecht